# Porto di Messina

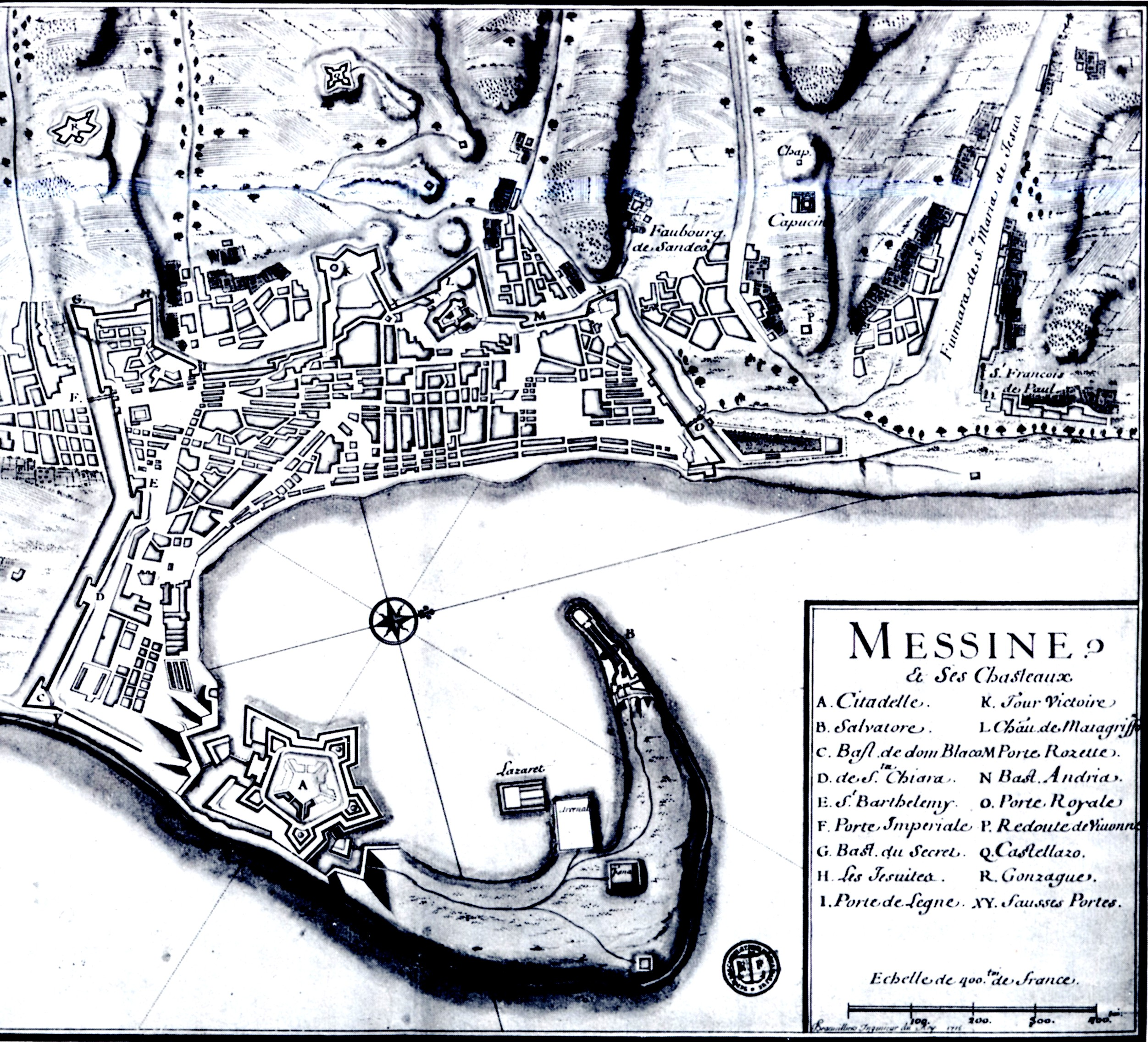
Il porto di Messina con le sue fortificazioni in una incisione settecentesca di Filippo Juvara

Il porto di Messina, tra i più grandi e importanti del Mediterraneo, è oggi, con oltre 10 milioni di passeggeri trasportati all'anno, il primo in Italia nel settore.
Il porto di Messina è anche tra i principali scali turistici del Mediterraneo, con un traffico annuo crescente di croceristi: 260.000 nel 2006, 300.000 nel 2007, 355.000 nel 2008 e 405.000 nel 2009, 780.000 nel 2024 con previsioni di oltre 800.000 nel 2025. Le compagnie sono le seguenti Celebrity Cruises - Princess Cruises - MSC Crociere - Star Clippers - Disney Cruise Line - Norwegian Cruise Line - Royal Caribbean International - Crystal Cruises - AIDA Cruises - Olsen Cruise Lines - Cunard Line - Explora Journeys 
Nell'ambito portuale di Messina sono compresi anche gli approdi della rada San Francesco, utilizzati per l'imbarco degli autoveicoli sui traghetti verso Villa San Giovanni; gli approdi di Tremestieri, utilizzati per l'imbarco dei mezzi pesanti verso Villa San Giovanni e Reggio Calabria; il porto turistico "Marina del Nettuno", con una disponibilità di 160 posti barca.
I servizi ferroviari di attraversamento dello Stretto sono assolti dalla stazione di Messina Marittima, contigua alla stazione di Messina Centrale. Il molo Norimberga, il più esteso tra quelli del porto messinese, è invece destinato all'attracco delle navi dell'autostrada del mare per Salerno e si estende nella zona della stretta penisola di San Raineri dalla caratteristica forma a falce, con i resti della Cittadella fortificata.

## Struttura
Il porto, che si apre sulla sponda occidentale dello stretto di Messina, è costituito da un'ampia insenatura racchiusa dalla tipica falce naturale, che delimita una superficie portuale di circa 820.000 m². Le aree portuali a terra, invece, occupano circa 50 ettari. La città di Messina si affaccia sul porto con il suo centro storico, sviluppatosi sin da prima dei tempi della colonizzazione greca sull'orlo del porto, tanto che l'originario nome siculo della città, Zancle ("falce") richiama proprio la forma del braccio portuale.
L'imboccatura del porto, orientata a NW, è larga circa 400 metri e si estende tra il Forte San Salvatore e la sede operativa della capitaneria di Porto.
La profondità media del bacino (a circa 100 metri dalle banchine) è di 40 metri, mentre i fondali in banchina sono ricompresi tra i 6,5 e gli 11 metri; questo consente l'accesso e l'attracco anche a navi di grosso tonnellaggio.
Le undici banchine, attrezzate con gru, fisse e mobili, e dotate di binari per i collegamenti ferroviari, si estendono per un totale di circa 1.770 metri.

## Collegamenti
Questa lista è suscettibile di variazioni e potrebbe essere incompleta o non aggiornata.

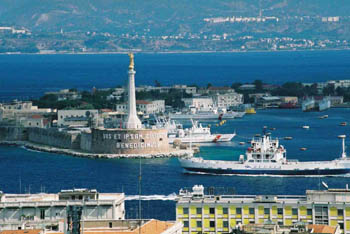
Scorcio del porto di Messina con la stele della Madonnina.

Il porto di Messina offre collegamenti con navi da crociera e con traghetti per:
- Villa San Giovanni (trasporto passeggeri, treni e automezzi) tramite RFI, Caronte & Tourist, Bluferries e Blu Jet
- Reggio Calabria (trasporto passeggeri e saltuariamente automezzi) tramite Blu Jet (passeggeri) e Meridiano Lines (automezzi)
- Salerno (trasporto passeggeri e automezzi) tramite Caronte & Tourist
- Isole Eolie (trasporto passeggeri) tramite Liberty Lines.

## Cantieristica navale
Il porto peloritano ospita, sulla sua falce portuale (per metà circa zona militare) alcuni cantieri navali privati e quelli pubblici dell'Arsenale di Messina, dipendente dall'Agenzia industrie difesa del Ministero della Difesa.
I cantieri svolgono importanti attività di costruzione (nei cantieri Rodriquez vi fu costruito il primo aliscafo al mondo) e riparazioni di natanti anche di grosso tonnellaggio.

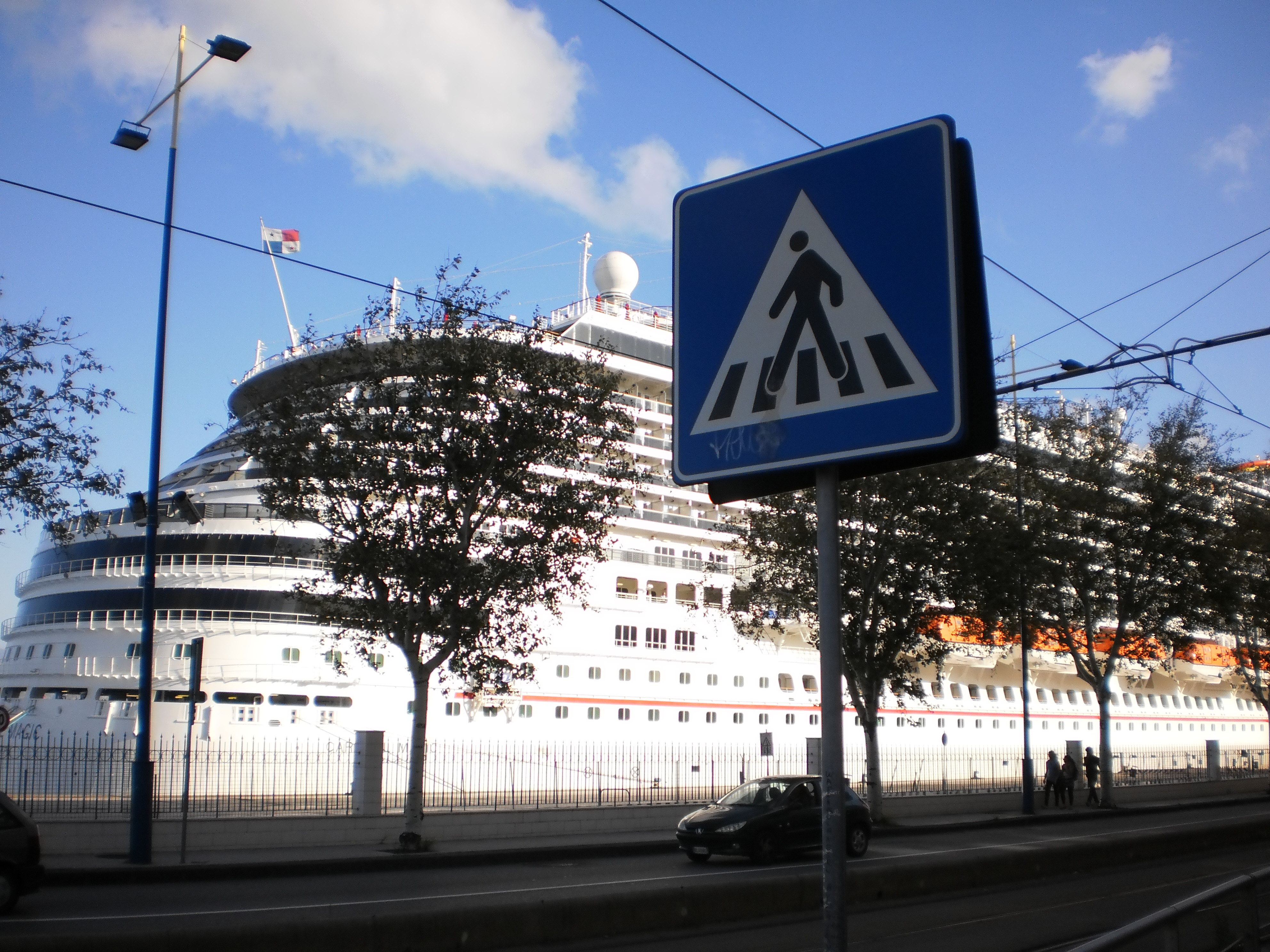
Nave da crociera nel Porto di Messina.

## Ente Autonomo Portuale di Messina
L'Ente Autonomo Portuale di Messina è stato costituito con decreto del Presidente della Regione Siciliana n. 270/A del 10/03/1953 con lo scopo di provvedere all'amministrazione e alla gestione del Punto Franco, così come istituito e delimitato dalla legge n. 191 del 15/03/1951 (la cui permanenza in vigore è stata ritenuta indispensabile dal Decreto Legislativo n. 179/2009) ed assumere qualsiasi servizio che abbia attinenza con traffici commerciali e con attività industriali che interessino direttamente e indirettamente il porto di Messina, escluso, solo, ogni iniziativa che risulti in contrasto con l'attività svolta dalle Ferrovie dello Stato.
Stante la duplice competenza, dello Stato e della Regione Siciliana, ancora non si è potuto attuare il Punto Franco, per cui l'Ente ha orientato la sua attività prevalentemente in campo industriale:
- realizzando uno stabilimento industriale di riparazione navale con annesso un bacino di carenaggio in muratura, il secondo d'Italia per dimensione (finanziato con legge regionale n. 51/1957), in atto dato in concessione alla ditta Palumbo s.p.a.;
- acquistando con atto pubblico di compravendita del 21/09/1962, un'area con annesso un compendio immobiliare, sita sul molo Libia del porto di Messina, per il completamento della suddetta struttura;
- realizzando una stazione di degassificazione per navi petroliere (finanziata con legge regionale n. 45/1975), in atto in fase di bonifica per la successiva riconversione industriale;
- rilevando un cantiere di costruzioni navali (con finanziamenti di cui alla legge regionale n. 85/1980).

Dopo un lungo periodo di commissariamento, dal 2006, appena ricostituito il nuovo Consiglio di Amministrazione, presieduto dal Rag. Rosario Madaudo – imprenditore, designato dalla C.C. I.A.A. di Messina ed al di fuori dalla politica in senso stretto, l'Ente si è dedicato alla realizzazione del Punto Franco, trovando una forte opposizione da parte di chi, ritenendolo, ormai, irrealizzabile, aveva destinato le sue aree ad attività turistico - alberghiera.
Il coronamento di tale attività sono state:
- l'adesione di massima, proveniente da tutti i Cinque Continenti, a impiantare attività nel Punto Franco di Messina;
- il Decreto legislativo n. 179 del 01/12/2009, che ha incluso la legge istitutiva del Punto Franco di Messina tra le norme, la cui permanenza in vigore è ritenuta indispensabile;
- la decisione del Consiglio di Giustizia Amministrativa per la Regione Siciliana n. 91/10 del 26/09/2009 – 25/01/2010, che ha riconosciuto la titolarità dell'Ente Autonomo Portuale di Messina sulle aree su cui dovrà sorgere il Punto Franco di Messina.

Attualmente, l'Ente guidato da Madaudo, nel frattempo nominato Commissario Straordinario, si sta attivando per farsi riconsegnare le aree e poter effettuare la recinzione delle stesse e le necessarie infrastrutturazioni, al fine di ottenere il decreto con il regime doganale applicabile e, finalmente, far decollare il Punto Franco di Messina.